# Zeta Leporis
Zeta Leporis (14 Leporis) é uma estrela na direção da constelação de Lepus. Possui uma ascensão reta de 05h 46m 57.35s e uma declinação de −14° 49′ 19.0″. Sua magnitude aparente é igual a 3.55. Considerando sua distância de 70 anos-luz em relação à Terra, sua magnitude absoluta é igual a 1.89. Pertence à classe espectral A2Vann. Possui possivelmente um cinturão de asteroides.